# 21269 Бечіні
21269 Бечіні (21269 Bechini) — астероїд головного поясу, відкритий 6 червня 1996 року.
Тіссеранів параметр щодо Юпітера — 3,578.